# Rudá panika

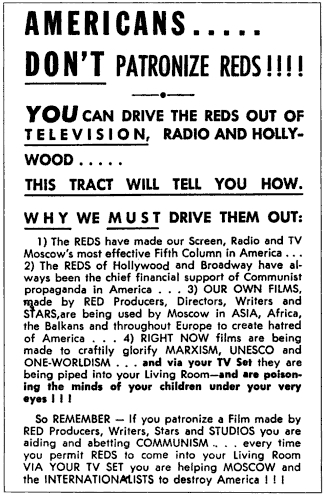
Americká protikomunistická propaganda 50. let, konkrétně zaměřená na showbyznys.

Rudá panika (anglicky Red Scare) je šíření všeobecného strachu z možného nástupu komunismu, anarchismu nebo jiných levicových ideologií ve společnosti nebo státě. Často je charakterizována jako politická propaganda. Tento termín se nejčastěji používá pro dvě období v dějinách Spojených států amerických, která jsou označována tímto názvem. Období první rudé paniky, které nastalo bezprostředně po první světové válce, se točilo kolem vnímané hrozby ze strany amerického dělnického hnutí, anarchistické revoluce a politického radikalismu. Druhá rudá panika, která nastala bezprostředně po druhé světové válce, se týkala dojmu, že domácí i zahraniční komunisté infiltrují nebo podvracejí americkou společnost a federální vládu. Název odkazuje na rudou vlajku jako běžný symbol komunismu.

## První rudá panika (1917–1920)

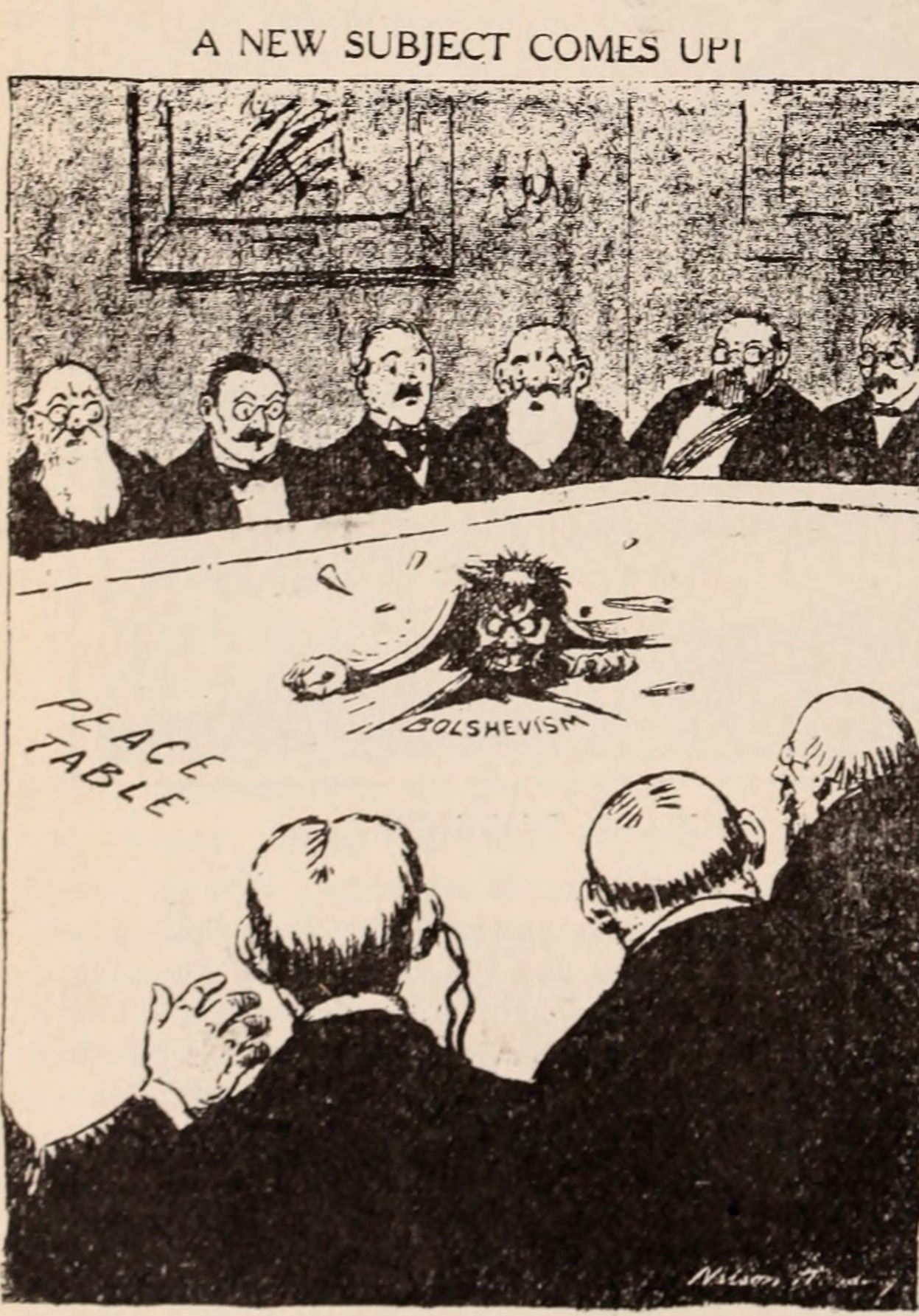
Politická karikatura z roku 1919 zobrazující dopad Říjnové revoluce na pařížská mírová jednání.

První rudá panika začala po bolševické revoluci v Rusku v roce 1917 a následné vlně komunistických revolucí v celé Evropě i mimo ni. Z amerického vnitrostátního hlediska se jednalo o intenzivně vlastenecké roky první světové války, kdy anarchistická a jiná levicová sociální agitace vyostřovala národnostní, sociální a politické napětí. Politolog a bývalý člen Komunistické strany Spojených států amerických (CPUSA) Murray B. Levin napsal, že rudá panika byla "celonárodní antiradikální hysterií vyvolanou rostoucím strachem a obavami, že se v Americe blíží bolševická revoluce - revoluce, která změní církev, domov, manželství, občanskou společnost a americký způsob života". Noviny tyto politické obavy vystupňovaly do podoby protipřistěhovaleckých nálad, protože jako možné řešení chudoby se stávaly populárními různé odrůdy radikálního anarchismu, často u nedávných evropských přistěhovalců. Industrial Workers of the World (IWW, Průmysloví dělníci světa), známí také jako Wobblies, podpořili několik dělnických stávek v letech 1916 a 1917. Tyto válečné stávky se týkaly široké škály průmyslových odvětví, včetně zpracování oceli, stavby lodí, těžby uhlí a mědi, jakož i dalších odvětví nezbytných pro výrobu válečných potřeb. Po skončení první světové války se počet stávek zvýšil na rekordní úroveň v roce 1919, kdy proběhlo více než 3 600 samostatných stávek, které zahrnovaly jak oceláře, tak zaměstnance železničních dílen a bostonské policejní oddělení. Tisk je líčil jako "radikální hrozby pro americkou společnost", inspirované "levicovými zahraničními agenty-provokatéry". Stoupenci IWW tvrdí, že tisk "zkresloval legitimní dělnické stávky" jako "zločiny proti společnosti", "spiknutí proti vládě" a "spiknutí s cílem nastolit komunismus". Odpůrci je naopak považovali za rozšíření radikálních, anarchistických základů IWW, které tvrdí, že všichni dělníci by měli být sjednoceni jako sociální třída a že kapitalismus a mzdový systém by měly být zrušeny.
V roce 1917 Kongres v reakci na první světovou válku přijal Zákon o špionáži, který měl zabránit tomu, aby byly jakékoli informace týkající se národní obrany použity k poškození Spojených států nebo na pomoc jejich nepřátelům. Wilsonova administrativa využila tento zákon k tomu, aby cokoli, co „nabádá k vlastizradě“, bylo „nezasílatelnou záležitostí“. Kvůli špionážnímu zákonu a tehdejšímu generálnímu poštmistrovi Albertu S. Burlesonovi nebylo možné zasílat 74 samostatných novin.

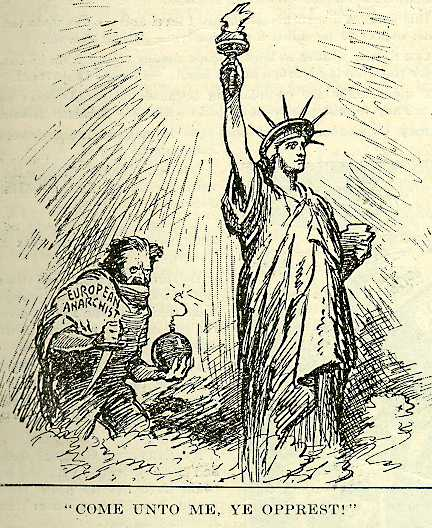
Na této politické karikatuře z roku 1919 se "evropský anarchista" pokouší zničit Sochu svobody.

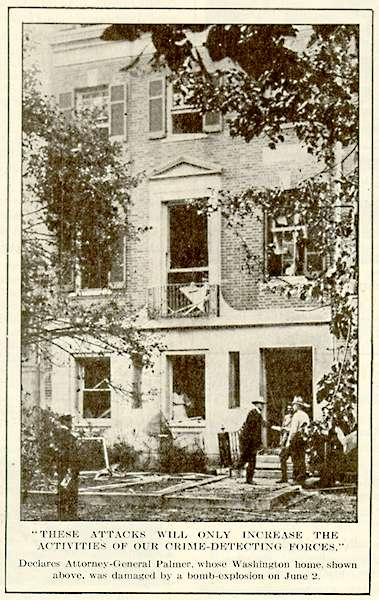
Na jaře 1919 výbuch bomby vážně poškodil sídlo generálního prokurátora Mitchella Palmera.

V dubnu 1919 úřady odhalily spiknutí, jehož cílem bylo rozeslat 36 bomb významným členům amerického politického a hospodářského establishmentu: J. P. Morganovi Jr., Johnu D. Rockefellerovi, soudci Nejvyššího soudu Oliveru Wendellu Holmesovi, generálnímu prokurátorovi USA Alexandru Mitchellovi Palmerovi a imigračním úředníkům. Dne 2. června 1919 vybuchlo v osmi městech současně osm bomb. Jedním z cílů byl dům generálního prokurátora Palmera ve Washingtonu, kde výbuch zabil atentátníka, podle důkazů italsko-amerického radikála z Filadelfie v Pensylvánii. Palmer poté nařídil americkému ministerstvu spravedlnosti, aby zahájilo Palmerovy razie (1919-21). Deportoval 249 ruských přistěhovalců na "sovětské arše", pomohl vytvořit Federální úřad pro vyšetřování (FBI) a využil federální agenty k uvěznění více než 5 000 občanů a k domovním prohlídkám, aniž by respektoval jejich ústavní práva.
Ještě před bombardováním v roce 1918 však prezident Woodrow Wilson přiměl Kongres, aby přijal protianarchistický Zákon proti pobuřování z roku 1918 (Sedition Act of 1918), který měl chránit válečnou morálku deportací údajně nežádoucích politických osob. Profesor práva David D. Cole uvádí, že "federální vláda prezidenta Wilsona se důsledně zaměřovala na cizí radikály a deportovala je... za jejich projevy nebo spolky, přičemž se příliš nesnažila rozlišovat mezi teroristy a ideologickými disidenty". Prezident Wilson použil zákon proti pobuřování, aby omezil svobodu projevu tím, že kriminalizoval projevy považované za neloajální vůči vládě Spojených států.
Tisk zpočátku zátahy chválil; deník Washington Post napsal, že "není čas ztrácet čas přetřásáním porušení svobody", a New York Times uvedl, že zranění způsobená zatčeným jsou "památkou na nový agresivní postoj, který zaujali federální agenti vůči rudým a podezřelým z rudosti". Palmerovy razie byly kritizovány jako protiústavní dvanácti veřejně známými právníky, včetně (budoucího soudce Nejvyššího soudu) Felixe Frankfurtera, který publikoval Zprávu o nezákonných praktikách ministerstva spravedlnosti Spojených států, v níž dokumentoval systematické porušování čtvrtého, pátého, šestého a osmého dodatku Ústavy USA prostřednictvím Palmerem schválených "nezákonných činů" a "bezohledného násilí". V obraně pak Palmer varoval, že 1. května 1920 - na Mezinárodní den pracujících - začne levicová revoluce, která zbaví vládu moci. Když se tak nestalo, byl zesměšněn a ztratil velkou část důvěryhodnosti. Právní kritiku Palmera posílilo to, že z tisíců zatčených a deportovaných rezidentů bylo důkazně podloženo méně než 600 deportací. V červenci 1920 Palmerova kdysi nadějná kandidatura na prezidenta USA za Demokratickou stranu ztroskotala. Wall Street byla vybombardována 2. září 1920 v blízkosti Federal Hall National Memorial a banky JP Morgan. Ačkoli byli z bombového útoku podezíráni anarchisté i komunisté, nakonec nebyla žádná osoba z bombového útoku, při němž zemřelo 38 osob a 141 bylo zraněno, obviněna.
V letech 1919-20 přijalo několik států zákony o "zločinném syndikalismu", které zakazovaly propagaci násilí při prosazování sociálních změn. Součástí těchto omezení bylo i omezení svobody projevu. Přijetí těchto zákonů zase vyvolalo agresivní policejní vyšetřování obviněných osob, jejich uvěznění a deportaci pro podezření z komunistické nebo levicové příslušnosti. Bez ohledu na ideologickou gradaci nerozlišovala rudá panika mezi komunismem, anarchismem, socialismem nebo sociální demokracií. Tento agresivní zátah proti určitým ideologiím vyústil v mnoho případů u Nejvyššího soudu USA v souvislosti s debatou o svobodě projevu. V případu Schenk v. Spojené státy byly (za použití testu jasného a přítomného nebezpečí) špionážní zákon z roku 1917 a zákon o pobuřování z roku 1918 prohlášeny za ústavní.

## Druhá rudá panika (1947–1957)

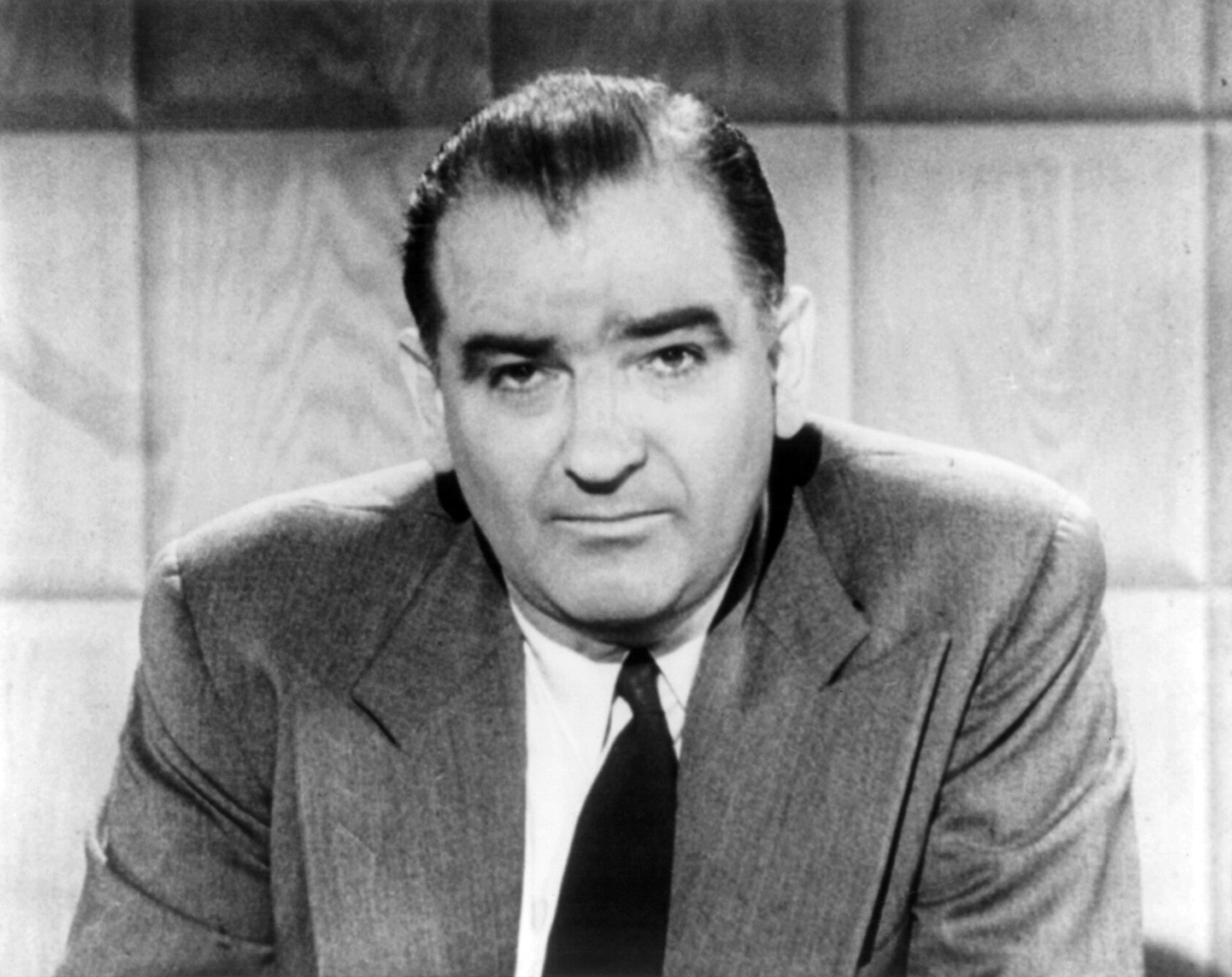
Senátor Joseph McCarthy, jmenovec mccarthismu

Druhá rudá panika nastala po druhé světové válce (1939-1945) a je známá jako "mccarthismus" podle svého nejznámějšího zastánce, senátora Josepha McCarthyho. McCarthyismus se časově shodoval se zvýšeným a rozšířeným strachem z komunistické špionáže, který byl důsledkem rostoucího napětí ve studené válce v důsledku sovětské okupace východní Evropy, berlínské blokády (1948-49), konce čínské občanské války, přiznání několika vysoce postavených amerických vládních úředníků ke špionáži pro Sovětský svaz a vypuknutí korejské války.

### Vnitřní příčiny antikomunistického strachu
Události z konce čtyřicátých a počátku padesátých let – proces s Ethel a Juliem Rosenbergovými (1953), proces s Algerem Hissem, železná opona (1945-1992) kolem východní Evropy a první test jaderné zbraně Sovětským svazem v roce 1949 (RDS-1) – zaskočily americkou veřejnost a ovlivnily všeobecné mínění o národní bezpečnosti USA. Souviselo to se strachem, že Sovětský svaz vybombarduje Spojené státy vodíkovou bombou, a se strachem z Komunistické strany Spojených států amerických.
V Kanadě vyšetřovala v roce 1946 Kellockova-Taschereauova komise špionáž poté, co domácí špionážní skupina předala Sovětům přísně tajné dokumenty týkající se RDX, radaru a dalších zbraní.
Před Výborem pro neamerickou činnost Sněmovny reprezentantů vypovídali bývalí členové Komunistické strany USA a špioni NKVD Elizabeth Bentleyová a Whittaker Chambers o tom, že sovětští špioni a komunističtí sympatizanti pronikali do americké vlády před druhou světovou válkou, během ní i po ní. Další američtí občané-špioni se ke svým špionážním činům přiznali v situacích, kdy bylo jejich stíhání promlčeno. V roce 1949 se antikomunistický strach a obavy z amerických zrádců ještě prohloubily v důsledku vítězství čínských komunistů v čínské občanské válce nad Západem podporovaným Kuomintangem, jejich založení komunistické Číny a později čínské intervence v korejské válce (1950-53) proti americkému spojenci Jižní Koreji.
Některé z událostí v období rudé paniky byly také důsledkem boje o moc mezi ředitelem FBI J. Edgarem Hooverem a Central Intelligence Agency (CIA, Ústřední zpravodajská služba). Hoover inicioval a napomáhal některým vyšetřováním členů CIA s "levicovou" minulostí, jako byl například Cord Meyer. Tento konflikt lze vysledovat i v souvislosti s konfliktem mezi Hooverem a Williamem J. Donovanem jak v době první rudé paniky, tak zejména během druhé světové války. Donovan řídil Office of Strategic Services (OSS, Úřad pro strategické služby, předchůdce CIA). Měli rozdílné názory na povahu spojenectví se Sovětským svazem, spory o jurisdikci, osobnostní konflikty, najímání komunistů a zločinců jako agentů OSS atd.

### Historie

#### Rané období
Ve 30. letech se komunismus stal atraktivní ekonomickou ideologií, zejména mezi dělnickými vůdci a intelektuály. V roce 1939 měla Komunistická strana USA přibližně 50 000 členů. V roce 1940, krátce po vypuknutí druhé světové války v Evropě, přijal Kongres zákon o registraci cizinců (tzv. Smithův zákon, 18 USC § 2385), podle něhož je trestné "vědomě nebo úmyslně obhajovat, podporovat, radit nebo učit povinnosti, nutnosti, vhodnosti nebo správnosti svržení vlády Spojených států nebo kteréhokoli státu silou nebo násilím, nebo kdokoli organizuje jakékoli sdružení, které učí, radí nebo podporuje takové svržení, nebo kdokoli se stane členem takového sdružení nebo se k němu přidá". Rovněž vyžadoval federální registraci všech cizích státních příslušníků. Ačkoli byl Smithův zákon primárně nasazen proti komunistům, byl používán také proti pravicovým politickým hrozbám, jako byl Německoamerický spolek (German-American Bund), a proti domnělé rasové neloajalitě amerického obyvatelstva japonského původu.
Po podepsání paktu o neútočení mezi Hitlerem a Stalinem v roce 1939 zaujala Komunistická strana USA protiválečný postoj, a proto se k ní veřejnost chovala nepřátelštěji než dříve, protože ji považovala za spolupracovníka nacistů. Nicméně v roce 1941, po napadení Sovětského svazu nacistickým Německem, se oficiální postoj Komunistické strany USA stal proválečným, vystupovala proti dělnickým stávkám ve zbrojním průmyslu a podporovala válečné úsilí USA proti mocnostem fašistické Osy. S heslem "Komunismus je amerikanismus dvacátého století" propagoval předseda Earl Browder začlenění Komunistické strany USA do hlavního politického proudu. Naproti tomu trockistická Socialistická dělnická strana (Socialist Workers Party) se stavěla proti účasti USA ve válce a podporovala dělnické stávky, a to i ve válečném průmyslu. Z tohoto důvodu byli James P. Cannon a další vůdci SWP odsouzeni podle Smithova zákona.

#### Ukončení činnosti
V roce 1954 ztratil senátor Joseph McCarthy po obvinění armády, včetně válečných hrdinů, v očích americké veřejnosti důvěryhodnost. Byl svými kolegy v Kongresu formálně odsouzen a slyšení vedená McCarthym skončila. Poté, co Senát McCarthyho formálně odsoudil, se jeho politické postavení a moc výrazně snížily a velká část napětí kolem myšlenky možného komunistického převratu opadla.
V letech 1955 až 1959 vydal Nejvyšší soud několik rozhodnutí, která omezovala způsoby, jimiž vláda mohla prosazovat svou protikomunistickou politiku; některá z nich zahrnovala omezení federálního programu loajality pouze na osoby, které měly přístup k citlivým informacím, umožnění obžalovaným čelit svým obviněním, snížení síly vyšetřovacích výborů Kongresu a oslabení Smithova zákona.
V případu Yates v. Spojené státy z roku 1957 a v případu Scales v. Spojené státy z roku 1961 Nejvyšší soud omezil možnost Kongresu obcházet první dodatek a v roce 1967 v případu Spojené státy v. Robel Nejvyšší soud rozhodl, že zákaz komunistů v obranném průmyslu je protiústavní.
V roce 1995 americká vláda odhalila podrobnosti projektu Venona, které v kombinaci s otevřením archivů Kominterny významně potvrdily shromažďování zpravodajských informací, přímou špionáž a ovlivňování politiky Američany ve prospěch Sovětského svazu v letech 1940 až 1980. Více než 300 amerických komunistů, ať už o tom věděli, nebo ne, včetně vládních úředníků a techniků, kteří se podíleli na vývoji atomové bomby, bylo usvědčeno ze špionáže.